# Ледида Олександр Олександрович
Олександр Олександрович Ледида (нар. 28 вересня 1957, село Барвінок, Закарпатська область) — український політик, голова Закарпатської обласної держадміністрації. Народний депутат України 5 скликання.

## Освіта
В 1963 році закінчив Барвінківську початкову школу. В 1974 році закінчив Ужгородську середню школу. В 1980 році закінчив Ужгородський технікум електронних приладів. В 1989 році закінчив економічний факультет Ужгородського державного університету.

## Кар'єра
Трудову діяльність розпочинав на Ужгородському машинобудівному заводі. У 1975 році був прийнятий на роботу на завод слюсарем, одночасно навчався на вечірньому відділені Ужгородського технікуму електронних приладів. Після закінчення у 1977 році військової служби продовжував працювати на Ужгородському машинобудівному заводі.
З 1980 до 1984 року працював на різних посадах на підприємствах: «Красноярськхімліс», «Південтранстехмонтаж», «Південзахідтрансбуд». З 1984 до 1989 року працював старшим економістом на Ужгородському фурнітурному заводі «Більшовик». Наступні два роки працював в кооперативі «Огоньок». З 1991 до 1998 року — директор приватного підприємства «Латекс».
У 2001—2002 роках — голова Закарпатського регіонального відділення Спілки підприємців малих, середніх приватизованих підприємств України. З 2002 до 2006 року — голова спостережної ради «Міжгірського лісокомбінату». Фактичний власник готельного комплексу «Золота підкова»[джерело?].

## Політична діяльність
У 1998—1999 роках — заступник голови Ужгородської райдержадміністрації. З 1999 до 2001 року був заступником голови Закарпатської облдержадміністрації. На парламентських виборах 2002 року керував районним штабом блоку Віктора Ющенка «Наша Україна». З лютого 2004 року — голова Закарпатського обласного відділення Партії регіонів. У 2006—2007 роках — народний депутат України. З 18 березня 2010 року — Голова Закарпатської обласної державної адміністрації.
22 лютого 2014 року написав заяву про відставку

## Родина
Одружений з 1995 року, виховує двох дочок. Проживає в селі Барвінок Ужгородського району Закарпатської області.